# Brad Whitford
Bradley Ernest Whitford (født 23. februar 1952 i Winchester, Massachusetts) er guitarist i rockbandet Aerosmith.
Han var den sidst ankomne, men er en del af Aerosmiths originale besætning der har eksisteret fra 1970 og til den dag i dag. Han er manden bag koncertfavoritten Last Child fra 1976 som altid er at finde på bandets setliste.